# Русинян, Наапет
Наапе́т Русиня́н (арм. Նահապետ Ռուսինեան; 28 сентября 1819, Эфкере, Кайсери — 29 ноября 1876, Константинополь, Османская империя) — армянский поэт, публицист, врач, оратор, писатель, переводчик, политический активист, мыслитель и общественный деятель Османской империи. Соавтор Национальной конституции армян, один из ключевых деятелей движения армянского возрождения.

## Происхождение и образование

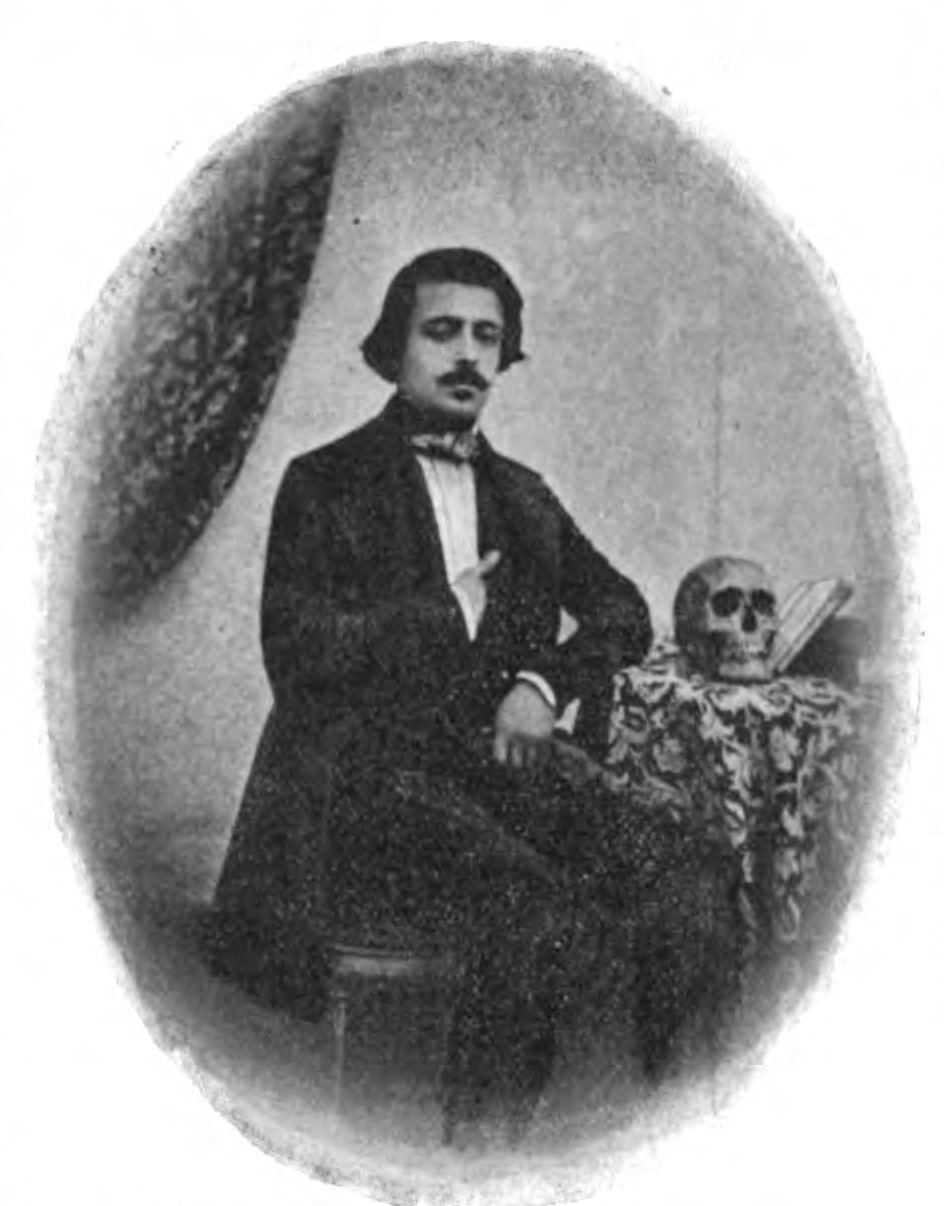
Студенческий портрет Наапета Русиняна, январь 1849 года

Наапет Русинян родился в Эфкере, провинция Кесария, в 1819 году. В 1828 году переехал с родителями в Константинополь, где продолжил своё среднее образование. В 1840 году получил стипендию для изучения медицины в Париже и, поскольку также интересовался искусством и литературой, проходил курсы литературы и философии в Сорбонне. В 1848, будучи студентом, активно участвовал в социальных и интеллектуальных аспектах бушевавшего в то время в Париже революционного движения, что оказало сильное влияние на дальнейшую деятельность Русиняна.

## Политика

### Создание Национальной конституции армян
В 1851, вернувшись в Константинополь, Русинян снова оказался в эпицентре социальных и интеллектуальных потрясений, в которые он сразу же погрузился и стал одним из ведущих представителей конституционной реформы. Её задача заключалась в том, чтобы положить конец произволу амиров и епископов и создать представительное национальное собрание, основанное на демократических принципах, которое сосредоточило бы в себе законодательную власть, избиралось бы на представительной основе и создало бы религиозные и светские советы, которые определили бы юрисдикцию Патриархата. Он присоединился к группе во главе с другим государственным деятелем Григором Отяном (1834—1887), с которым занялся подготовкой проекта конституции. Помимо Русиняна и Отяна, группа состояла из видных интеллектуалов, таких как Никогайос Зораян (1821-59), Степан Восканян (1825—1901), Серобе Виченян (1815-94) и других.
Спустя много времени улаживания острых вопросов, в конечном итоге в 1863 году окончательный вариант конституции (хотя и сокращённой) был ратифицирован султаном Абдул-Азизом. Документ состоял из 99 статей, основывался в основном на французском и бельгийском гражданском праве и был известен среди армян как Национальная конституция армян. Собрание состояло из 140 членов, в основном из Константинополя, 40 клириков и 40 представителей других крупных центров, а также учебных и других экономических советов.

### Прочая деятельность
Совместно с Овсепом Шишманяном (Церенцем) и другими, Русинян в 1849 году основал Араратское Общество в Париже. После создания Национального собрания Русинян попеременно исполнял обязанности спикера и секретаря. Османское правительство поручало ему важные миссии. Например, во время беспорядков в Ливане в 1857 году, направленный туда для усмирения Фуат-паша выбрал Наапета Русиняна руководителем комиссии по возвращению к первоначальной вере принуждённых к исламу христиан. После завершения этой миссии, он сыграл важную роль в избрании губернатором Ливана Карапета Дауда-паши, первого армянина на этой должности.
Русинян также был очень активен в области образования, выступал защитником всеобщего просвещения. С 1853 года он был членом недавно организованного Образовательного совета и неустанно преследовал цель открытия новых школ, повышения стандартов образования и издания учебников. Призывал отказаться от классического армянского как средства обучения в школах в пользу современной формы армянского на основе народного языка. С целью развития современного армянского языка в 1858 году издал «Ուղղախօսութիւն» («Правильная речь») вместе с двумя томами «Տարեցուց» («Ежегодник»), в которых содержался ряд произвольных правил и предложений по упрощению и модернизации грамматики и лексики. Его работа была скорее прескриптивной относительно направления, в котором Русинян хотел чтобы двигался язык, чем описывающей его современное состояние. Во многих случаях он доходил до крайностей, создавая искусственный язык. Хотя его предложения были отклонены Образовательным советом, тем не менее «Правильная речь» сыграла видную роль в обработке и распространении нового литературного языка — ашхарабара, и множество неологизмов авторства Русиняна до сих пор используются как в народном, так и в литературном языке.
В 1855 и 1872 Русинян издал два календаря, приняв за основу французский революционный календарь 1789. Также помог основать Армянское благотворительное общество и музыкальную ассоциацию «Кнар» («Лира») в Константинополе. Сочинения Русиняна были официально осуждены духовными властями.

## Творчество
Русинян сделал ряд переводов из французской литературы: важный для армянской переводной литературы перевод «Рюи Блаза» Виктора Гюго и сборник стихов разных поэтов. В период Зейтунского восстания 1862 года написал известное националистическое и эмоционально захватывающее стихотворение «Киликия» в поддержку освободительного движения западных армян. Стихотворение является адаптацией французской песни «Ma Normandie» Фредерика Бера, посвящённого Нормандии и было вдохновлено переводом этого же романса Бера Мгрдичем Бешигташляном (названого им «Erg hayreni», «Песнь о родине»). Переложенная на музыку Габриэлем Ераняном, «Киликия» является популярной песней среди армян.
Преподавал философию в Медицинской школе в Константинополе. Объединив различные философские доктрины, преобладавшие в то время, написал «Учебник философии» на французском языке для своих курсов, который он перевёл на армянский, завершив перевод всего за несколько дней до своей смерти. «Учебник философии» был издан посмертно, в 1879 году. По своим философским взглядам был дуалистом.
Ему принадлежит много публицистических и переводных работ.
На русский язык поэзию Русиняна переводил, например, Николай Тихонов.

## Сочинения
- «Правильная речь» (1858)[a]
- стихотворение «Киликия» (1862) (переложено на музыку Габриэлем Ераняном)
- «Учебник философии» (1879)

### Комментарии
1. 1 2  БСЭ называет 1853 год.